# Utupua
Utupua es una isla de las islas Santa Cruz, localizada a 66 km al sureste de la isla principal de Santa Cruz, entre Vanikoro y la propia Santa Cruz. Esta isla pertenece administrativamente a la provincia de Temotu de las Islas Salomón.
Utupua es una isla elevada sobre un arrecife de coral. Tiene una superficie de 69.0 km² y su punto más alto tiene 380 m.
Utupua tiene una población de 848 habitantes (según censo de 1999) distribuidos en pequeños pueblos. Los principales núcleos de población de la isla son: Avita, Malombo, Tanimbili, Apakho y Nembao.

## Lenguas
En la isla se dan tres de las denominadas lenguas oceánicas que son:
- Amba, o Nembao
- Asumboa, o Asubuo
- Tanimbili, o Tanibili

## Historia
Fue vista por primera vez, por los europeos, en septiembre de 1595 por la segunda expedición española de Álvaro de Mendaña. Más concretamente fue vista por Lorenzo Barreto mientras comandaba uno de los navíos más pequeños en un viaje local a la entonces denominada Santa Cruz, la que hoy es la isla de Nendö.